# Solis Planum
Il Solis Planum è una struttura geologica della superficie di Marte.